# Gláucio
Gláucio de Jesus Carvalho mais conhecido simplesmente como Gláucio (São Paulo, 11 de novembro de 1975), é um ex-futebolista brasileiro que atuava como meio-campista.

## Carreira
Se profissionalizou pela Portuguesa em 1994, onde fez grandes partidas naquele ano, com apenas 17 anos, e chegando no final da temporada, o meia foi contratado pelo Feyenoord, da Holanda.
Não conseguiu ter muito espaço no clube e chegando no final do ano e no meio da temporada europeia, Kleber Leite pediu a contratação do jogador para o Flamengo.
Gláucio ficou apenas uma temporada no rubro-negro e depois voltou para a Holanda, para atuar no Excelsior.
Em 2000, foi contratado pelo Rayo Vallecano.
Em 2009, atuou pelo Vitória.
Em 2010, encerrou a carreira no Oeste.

### Seleção Brasileira
Gláucio disputou o Mundial de Juniores (atual Mundial Sub-20) em 1995, no Catar.

## Títulos
Feyernoord
- Copa dos Países Baixos: 1994, 1995

Flamengo
- Copa Ouro Sul-Americana: 1996
- Campeonato Carioca: 1996
- Taça Guanabara: 1996
- Taça Rio: 1996

Corinthians-AL
- Torneio Seletivo Copa do Nordeste: 2003

Paulista
- Copa do Brasil: 2005

Vitória
- Campeonato Baiano: 2009

Oeste
- Campeonato Paulista do Interior: 2011